# Патріотична ліга
Патріотична ліга (босн. Patriotska liga) — партійна, а згодом напіввійськова організація боснійських мусульман на початку війни в Боснії і Герцеговині. Лігу було засновано генералом Сефером Халіловичем і його сподвижниками 2 травня 1991 року з метою згуртувати в ній всі патріотичні, самостійницькі та орієнтовані на громадянське суспільство сили. Найактивніший і найчисленніший осередок цієї організації був у столиці Сараєві. Вже 10 червня 1991 року в Республіканському будинку міліції в Сараєві відбулася зустріч мусульманських громадських діячів з усієї Югославії. Ліга взяла участь у підготовці та вчиненні опору сербським воєнізованим формуванням і частинам ЮНА, в чому досягла певних успіхів, незважаючи на дуже скромне матеріально-технічне забезпечення. Як розпізнавальний знак члени Ліги використовували емблему з зображенням герба Боснії і Герцеговини, над яким був напис Patriotska liga. Особливо важливий вклад Ліга внесла в оборону Сараєва, відвернення злочинів проти містян та захист мусульманського населення столиці. Патріотична Ліга формально перестає діяти зі створенням армії Боснії і Герцеговини.